# إدوين كلود بروملي
إدوين كلود بروملي هو عسكري كندي، ولد في 18 أغسطس 1888 في وينيبيغ في كندا، وتوفي في 14 أبريل 1928.